# Puerto de las Perlas
Puerto de las Perlas fue un poblado establecido por españoles en 1500, en la costa de las Perlas, lo que sería hoy el nororiente de Venezuela, conocido en la época como la región oriental del Reino de Tierra Firme, el cual dio origen a la ciudad de Cumaná en 1515, fue la primera ciudad europea en América del Sur llamada La Primogénita en 1520, la cual más adelante tomaría varios nombres para finalmente tomar el del río Cumaná, hito natural del lugar.
El poblado abastecía de agua a los españoles que habitaban en Nueva Cádiz, en la Isla de Cubagua (Venezuela), este poblado fue establecido por el marino italiano Giacomo Castiglione (hispanizado como Santiago Castellón), al servicio de Carlos V, como un campamento temporal para la explotación de las pesquerías de perlas.
Fray Bartolomé de las Casas dejó escrito, que en el 1500, a tan sólo 2 años de su avistamiento, ya había en la isla de Cubagua, unos 50 aventureros instalados que buscaban afanosamente las preciadas gemas de nácar, que usaban los nativos en su ornamento personal. Después de la gran insurrección indígena de 1520, que provocó el abandono de la isla, esta volvió a ocuparse y en 1526, y fue elevada a la categoría de Villa con la denominación de “Villa de Santiago de Cubagua”, aunque al parecer nunca utilizó este título. Por fin, el 13 de septiembre de 1528 mediante una real cédula promulgada por el emperador Carlos V, se le otorgó el rango de ciudad, se le dotó de escudo de armas, y se volvió a denominar “Nueva Cádiz”.

## Historia

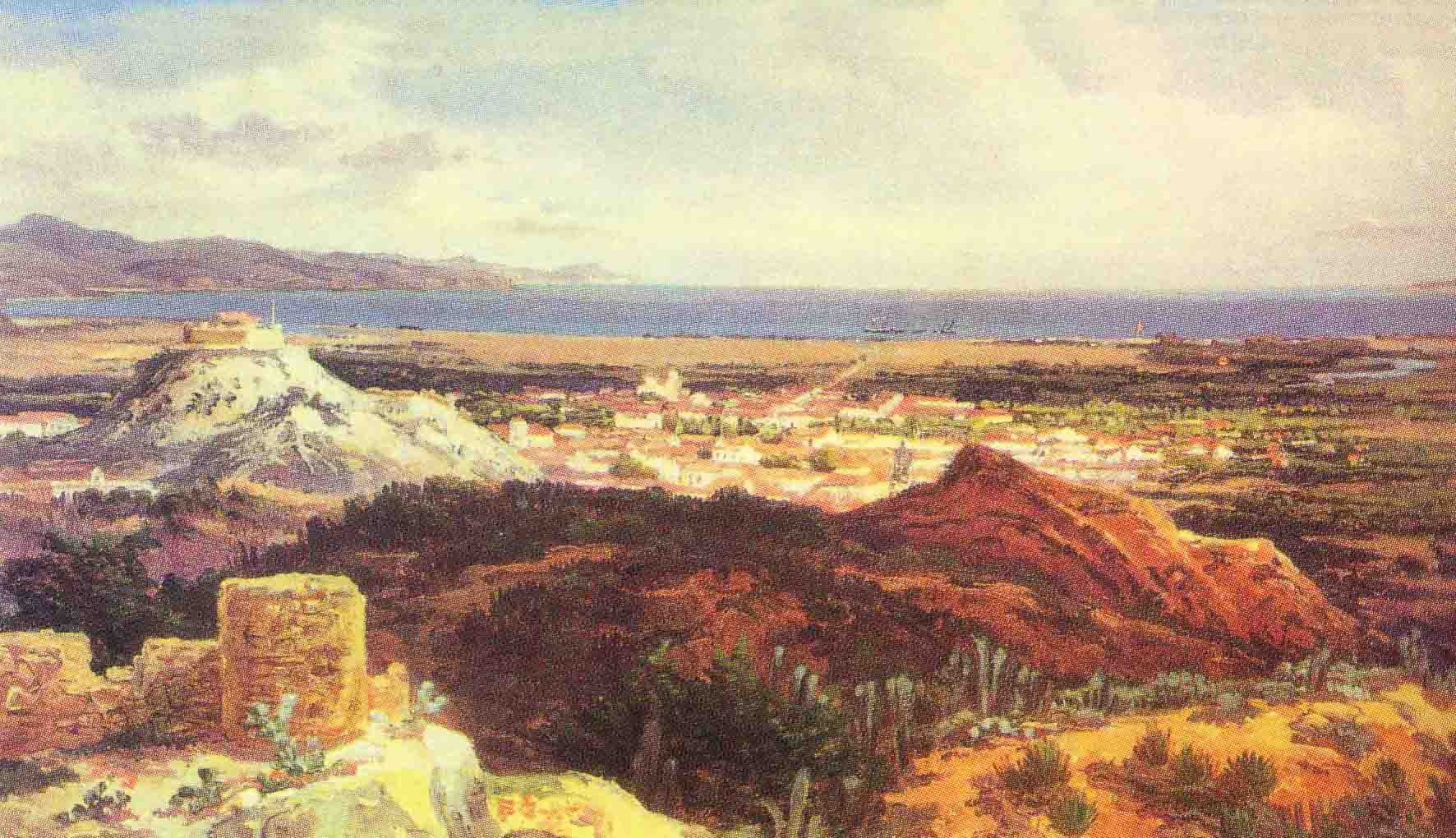
Vista de Cumaná desde el viejo castillo (1843), de Ferdinand Bellermann. Óleo sobre cartulina.

Se conoció por primera vez como “Puerto de las Perlas” en el año de 1499, por el español Per Alonso Niño. Epíteto que responde sin duda, a la tierra de gracia bendecida por sus innumerables riquezas, que coadyuvaron al lucro desmesurado de la Corona española.
Por ello, necesitaban que el acceso al entonces río de Cumaná estuviera libre de posibles ataques extranjeros, por lo que el rey Fernando el Católico mandó a construir el fuerte de Santa Cruz de la Vista y donde también se extraería la riqueza perlífera de la zona, junto a los indígenas, en una isleta de dicho río, al que ellos bautizaron como "Manzanares", en conmemoración del río que atraviesa Madrid.
En 1501 un grupo de frailes franciscanos estableció una misión en Puerto de las Perlas la primera en Tierrafirme del Nuevo Mundo. Esta misión fue atacada en numerosas oportunidades por los indígenas de la zona. A comienzos de ese año llegó otra expedición, compuesta de dos naves, con Rodrigo de Bastidas y Juan de la Cosa, que realizaron trueques con los indígenas. 
Para el 27 de noviembre de 1515 el Puerto de las Perlas pasaría a llamarse San Francisco de Cumaná (aunque existen datos en el archivo de Indias que afirman que fue el 15 de agosto), la primera ciudad fundada en América continental por el fraile Pedro de Córdoba.